# Siphonophysa pectinata
Siphonophysa pectinata är en tvåvingeart som beskrevs av Friedrich Georg Hendel 1907. Siphonophysa pectinata ingår i släktet Siphonophysa och familjen lövflugor. Inga underarter finns listade i Catalogue of Life.